# Sa Dingding
Sa Dingding, pseudonimo di Zhou Peng (in caratteri cinesi semplificati: 萨顶顶; Pingdingshan, 27 dicembre 1979), è una cantante cinese di origine mista cinese Han e mongola, che canta in varie lingue tra cui cinese mandarino, inglese, tibetano. Suona anche strumenti tradizionali cinesi come il guzheng e il morin khuur.

## Biografia
All'età di 18 anni, ha pubblicato il suo primo album intitolato Dong Ba La con il suo nome proprio Zhou Peng. A metà del 2007 ha pubblicato il secondo disco Alive. Nel 2008 ha vinto i BBC Radio 3 Awards for World Music per la zona Asia-Pacifico, ottenendo anche la possibilità di potersi esibire alla Royal Albert Hall. Il terzo album è stato pubblicato a gennaio 2010 ed è intitolato Harmony, con nove canzoni in cinese; l'album contiene anche tre remix della title track, uno di Paul Oakenfold. Nel 2012 esce il suo quarto disco The Coming Ones.
Nel 2018 ha recitato nel film Ashes of Love, interpretando il ruolo di Yuanji.

## Discografia

### Album in studio
- 2001 – Dong Ba La
- 2007 – Alive
- 2010 – Harmony
- 2013 – The Coming Ones
- 2014 – Wonderland
- 2014 – The Butterfly Dream